# Smålsön
Smålsön is een Zweeds bosrijk eiland behorend tot de Lule-archipel. Het eiland ligt ten zuidoosten van Degerön en ten zuidwesten van Brändöskär. Het eiland heeft geen vaste oeververbinding en aan de westkant staat een overnachtingcabine.